# Pachyserica nepalica
Pachyserica nepalica är en skalbaggsart som beskrevs av Ahrens 2004. Pachyserica nepalica ingår i släktet Pachyserica och familjen Melolonthidae. Inga underarter finns listade i Catalogue of Life.